# 陳大本
陳大本（?—?），广东高州人，清朝政治人物。监生出身。
嘉庆8年（1803年），擔任清朝遵义府婺川縣知縣。后由李澗接任。